# Escut de Santa Maria de Martorelles

Escut oficial de Santa Maria de Martorelles

L'escut oficial de Santa Maria de Martorelles té el següent blasonament:
Escut caironat: de sinople, un ram de murta d'or acostat de dues flors de lis d'argent. Per timbre, una corona mural de poble.

## Història
Va ser aprovat el 27 de gener del 2006 i publicat al DOGC el 16 de febrer del mateix any amb el número 4574.
La branca de murta de l'escut és un senyal tradicional i parlant que fa referència al nom de la vila. Les flors de lis són l'atribut de la Mare de Déu, patrona del poble.